# Expedição punitiva
Uma expedição punitiva é uma operação militar empreendida para punir um Estado ou qualquer grupo de pessoas. Normalmente é realizada em resposta ao comportamento desobediente ou moralmente errado percebido, seja como retaliação ou para aplicar pressão diplomática forte sem uma declaração formal de guerra. Mais comumente, no século XIX, expedições punitivas foram usadas como pretexto para aventuras coloniais que resultaram em anexações, mudanças de regime ou mudanças nas políticas do Estado afetado para favorecer uma ou mais potências coloniais.
Stowell (1921) fornece a seguinte definição:
Quando a soberania territorial é muito fraca ou não está disposta a fazer respeitar o direito internacional, um Estado que está injustiçado pode achar que é necessário invadir o território e castigar os indivíduos que violam os seus direitos e ameaçam a sua segurança. 